# Copa AUF Uruguay
De Copa AUF Uruguay is het nationale voetbalbekertoernooi van Uruguay en wordt georganiseerd door de Uruguayaanse voetbalbond (AUF). Het toernooi werd in 2022 opgericht. De winnaar kwalificeert zich vanaf 2023 voor de Copa Sudamericana.

## Geschiedenis
Het Uruguayaanse voetbal kende in het begin van de twintigste eeuw verschillende bekertoernooien. De Copa Competencia (1900-1925) en de Copa de Honor (1905-1922) vonden vrijwel elk jaar plaats, maar daarna werd er tot 1933 alleen nog maar om de landstitel gespeeld. Vanaf de jaren dertig werd er om het Torneo Competencia gestreden, maar dit werd veelal in een competitie-systeem gespeeld en niet via knock-outwedstrijden.
Het enige toernooi dat als nationaal bekertoernooi kon worden gezien was het Torneo de Copa dat in 1969 plaatsvond. Dit toernooi diende als kwalificatie voor de Recopa Sudamericana de Clubes, dat was bedoeld als Zuid-Amerikaanse beker voor bekerwinnaars. Het bleef echter bij deze eenmalige editie van het Torneo de Copa, dat door Rampla Juniors FC was gewonnen.
In 2018 ontstond het idee om een nieuw bekertoernooi te organiseren. Hieraan zouden niet alleen ploegen meedoen die in de nationale competitiestructuur speelden, maar ook ploegen die waren aangesloten bij de Organización del Fútbol del Interior (OFI), een amateurvoetbalbond die competities organiseert in het 'binnenland' van Uruguay (buiten het departement Montevideo. In 2022 werd vervolgens het bekertoernooi echt opgericht.

## Deelnemers
Er mogen 77 ploegen meedoen aan de Copa AUF Uruguay. Voor ploegen in de twee hoogste divisies - de Primera División en de Segunda División - is deelname verplicht. De ploegen in de Primera División Amateur en in de Copa Nacional de Clubes (georganiseerd door de OFI) mogen ook meedoen, net als twee ploegen die actief zijn in de Segunda División Amateur.

## Opzet
Het toernooi wordt gespeeld middels knock-outwedstrijden. Alle ontmoetingen - met uitzondering van de halve finales - worden over één wedstrijd gespeeld. De ploegen uit de Primera División stromen pas in de zestiende finales (laatste 32) in. De finale wordt gespeeld in het Estadio Centenario in Montevideo. De winnaar van de Copa AUF Uruguay kwalificeert zich vanaf 2023 voor de Copa Sudamericana.

## Statistieken

### Finales
| Editie | Winnaar                | Uitslag | Finalist  | Stadion                         |
| ------ | ---------------------- | ------- | --------- | ------------------------------- |
| 2022   | Defensor Sporting Club | 1–0     | La Luz FC | Estadio Centenario (Montevideo) |

### Erelijst
| Club                   | Finales | Titels | Gespeelde finales |
| ---------------------- | ------- | ------ | ----------------- |
| Defensor Sporting Club | 1       | 1      | 2022              |
| La Luz FC              | 1       |        | 2022              |